# Parablastus anatolicus
Parablastus anatolicus är en stekelart som beskrevs av Gurbuz och Kolarov 2005. Parablastus anatolicus ingår i släktet Parablastus och familjen brokparasitsteklar. Inga underarter finns listade i Catalogue of Life.